# توم ألدرسون
توم ألدرسون (بالإنجليزية: Tom Alderson)‏ (1909 في المملكة المتحدة - 1962 بدورهام، إنجلترا في المملكة المتحدة) هو لاعب كرة قدم بريطاني (وحمل سابقاً جنسية المملكة المتحدة لبريطانيا العظمى وأيرلندا) في مركز مهاجم داخلي. لعب مع برادفورد سيتي وليدز يونايتد ونادي لوتون تاون وهدرسفيلد تاون ونادي تشستر سيتي وCockfield F.C. ‏ ووست أوكلاند تاون ‏ ودارلينجتون إف سى.